# Emanuel Bozděch

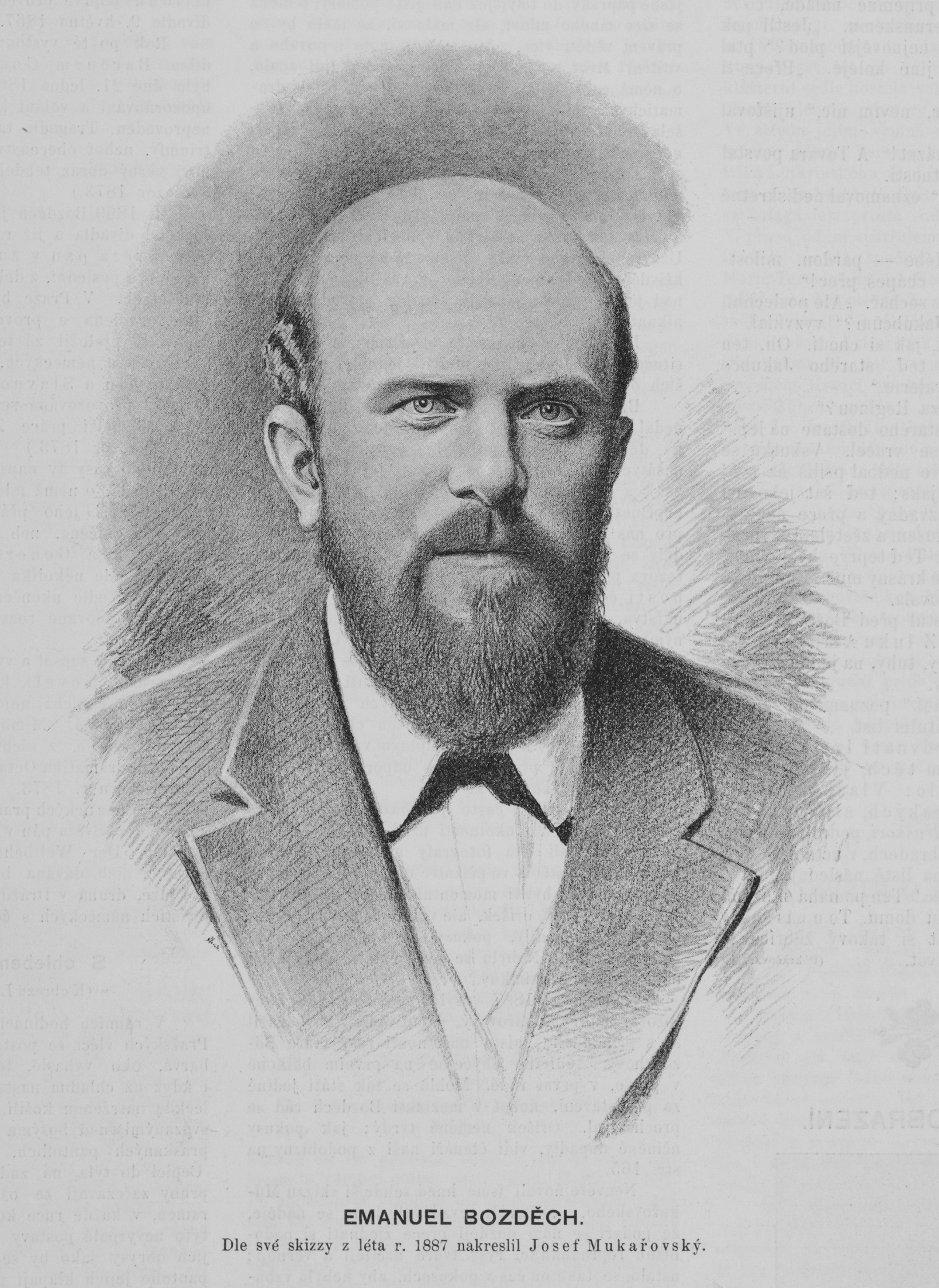
Emanuel Bozděch

Emanuel Bozděch, född 21 juli 1841 i Prag, försvunnen 10 februari 1889, var en tjeckisk dramatiker. 
Bozděch hade såsom lustspelsförfattare en framstående plats bland samtida tjeckiska dramatiker. Bland hans pjäser kan anföras sorgspelet Baron Görtz (1871) samt lustspelen Världshärskaren i nattrock (Napoleon I), Statsmannaprovet, Äventyrarna och Generalen utan armé. Han skrev även noveller. Han antas ha begått självmord efter att ha försvunnit spårlöst.